# Kugelflächenmikrofon
Ein Kugelflächenmikrofon,  KFM, liefert eine Art der Trennkörperstereofonie, bei dem die Tonaufnahme durch das menschliche Gehör grob nachgeahmt wird.
Es wurde nach einem Vorschlag von Günther Theile (IRT München) in einem Vortrag auf der Tonmeistertagung 1994 vom Mikrofonhersteller Schoeps zu einem Produkt entwickelt.  Es erzeugt Spektraldifferenzen, das sind frequenzabhängige Pegeldifferenzen, die bei Lautsprecher-Stereofonie unerwünscht sind.

## Aufbau
Das KFM 6 besteht aus einer reflektierenden grauen Kugel aus Kunststoff von 20 cm Durchmesser, wobei zwei Mikrofone mit Kugelcharakteristik, deren Membranen mit der Oberfläche der Kugel abschließen, 180° gegenüberliegend  angebracht sind. Der Aufnahmebereich beträgt etwa 90°.

Das KFM 360 besteht aus einer ähnlichen Kugel von 18 cm Durchmesser. Der Aufnahmebereich beträgt etwa 120°.

## Anforderungen
Folgende Anforderungen versuchte man mit diesem Stereo-Tonaufnahmeverfahren zu erfüllen:
1. Die Laufzeitdifferenz und die frequenzabhängige Pegeldifferenz sind dem natürlichen Hören grob ähnlich.
2. Der Frequenzgang ist für den direkten Schall von vorne linear.
3. Der Frequenzgang des diffusen Raumschalls sollte auch linear sein.
4. Auch der bündige Einbau beider Mikrofone kann Klangfärbungen durch Kammfiltereffekte zwischen beiden Mikrofonen nicht verhindern, wie Diplomarbeiten aufzeigen.

## Mikrofonaufstellung
Bei der Mikrofonaufstellung sollte Folgendes besonders beachtet werden:
1. Der relativ große aufgenommene Nachhallanteil erfordert unbedingt einen akustisch guten Aufnahmeraum.
2. Der Frequenzgang des diffusen Schalls kann nur dann färbungsfrei sein, wenn bei seitlichem Direktschall eine Anhebung hoher Frequenzen gegeben ist, denn beim jeweils dem Schall abgewandten Mikrofon fällt die Abschattung bei hohen Frequenzen verstärkt auf.
3. Bei zu geringem Mikrofonabstand tritt bei seitlich einfallenden Schallquellen eine erhöhte Präsenz mit unnatürlicher Klangschärfe auf.
4. Durch die Abmessung der Kugel von 20 cm (18 cm) Durchmesser erhält man einen Aufnahmebereich des Systems von etwa 90° (120°).

Die Steigerung zum Kugelflächenmikrofon in der Annäherung an das menschliche Gehör ist der Kunstkopf, dessen erzeugte HRTF-Signale allein für Kopfhörerwiedergabe gedacht sind.